# Частная жизнь Дон Жуана
«Частная жизнь Дон Жуана» (англ. The Private Life of Don Juan) — английская комедийная мелодрама режиссёра Александра Корды 1934 года. Снята по мотивам пьесы «L'homme à la Rose» Анри Батайля.

## Сюжет
После двадцатилетнего отсутствии Дон Жуан возвращается в Севилью, чтобы спрятаться от преследования славой, но и здесь его догоняют. Весь городок жужжит, что прибыл великий любовник, а мужчины спешат закрыть ставни, чтобы уберечь от нескромного взгляда своих благоверных. Дон Жуан и знать не знает, что его место занял студент последнего курса[уточнить], который спит и видит, как бы натянуть себе на плечи плащ славы великого любовника.

## В ролях
- Дуглас Фэрбенкс — Дон Жуан
- Мерл Оберон — Антонита, танцовщица со страстным темпераментом
- Брюс Уинстон — менеджер[уточнить] «Черных Кошек»
- Бенита Хьюм — Дона Долорес, Леди-Загадка
- Джина Мало — Пепита
- Бинни Барнс — Розита
- Мелвилл Купер — Лепорелло
- Оуэн Нарес — Антонио Мартинес
- Хизер Тэтчер — Анна Дора
- Джоан Гарднер — Кармен
- Гибсон Гоуленд — Дон Альфредо
- Берри Маккей — Родриго
- Афин Сейлер — Тереза
- Наталья Палей — бедная жена ревнивого мужа